# Zoran Pokupec
Zoran Pokupec (Zagreb, 1948. – Juricani, 6. ožujka 2009.) bio je hrvatski glumac.

## Filmografija
- "Libertas" kao pisar (2006.)
- "Doktor ludosti" kao Oto Puba Zbunjaković (2003.)
- "Treća žena" kao Krivić (1997.)
- "Anđele moj dragi" kao europski promatrač #1 (1996.)
- "Nausikaja" (1995.)
- "Đuka Begović" (film i TV serija) kao Roth (1991.)
- "Kapetan Amerika" kao doktor za implante (1990.)
- "Ptice nebeske" (1989.)
- "Ne daj se, Floki!" kao pjesnik (1985.)
- "Anticasanova" (1985.)
- "Gabrijel" kao susjed (1984.)
- "Mala pljačka vlaka" kao državni krvnik (1984.)
- "Kraj rata" (1984.)
- "U logoru" (1983.)
- "Jack Holborn" kao Palmer (1982.)
- "Nepokoreni grad" (1982.)
- "Tajna Nikole Tesle" (1980.)
- "Groznica" kao Siza (1979.)
- "Čovjek koga treba ubiti" kao Kamelek, Turčin iz pakla (1979.)
- "Mačak pod sljemom" kao padobranac (1978.)
- "Punom parom" (1978.)
- "Ljubica" kao Zlatkov prijatelj (1978.)
- "Nikola Tesla" kao snimatelj (1977.)
- "Michelangelo Buonaroti" kao Francesco (1977.)
- "Izbavitelj" kao sudionik štakorske zabave (1976.)
- "Gruntovčani" kao Brico Gašpar (1975.)
- "Kuća" kao sekin prijatelj s lulom (1975.)
- "Vrijeme ratno i poratno" (1975.)
- "Zec" kao telefonist (1975.)
- "Muka svete Margarite" kao nečasni (1975.)
- "Balade Petrice Kerempuha" (1971.)